# Jirón Belén
El jirón Belén es una calle del centro histórico de Cajamarca, en el Perú. Se extiende de suroeste a noreste a lo largo de 7 cuadras desde la avenida Perú hasta el jirón Amazonas.

## Recorrido
Se inicia en la avenida Perú, en la parte alta de la ciudad. Entre las cuadras 4 y 5 está ubicado el Conjunto monumental de Belén.

## Galería

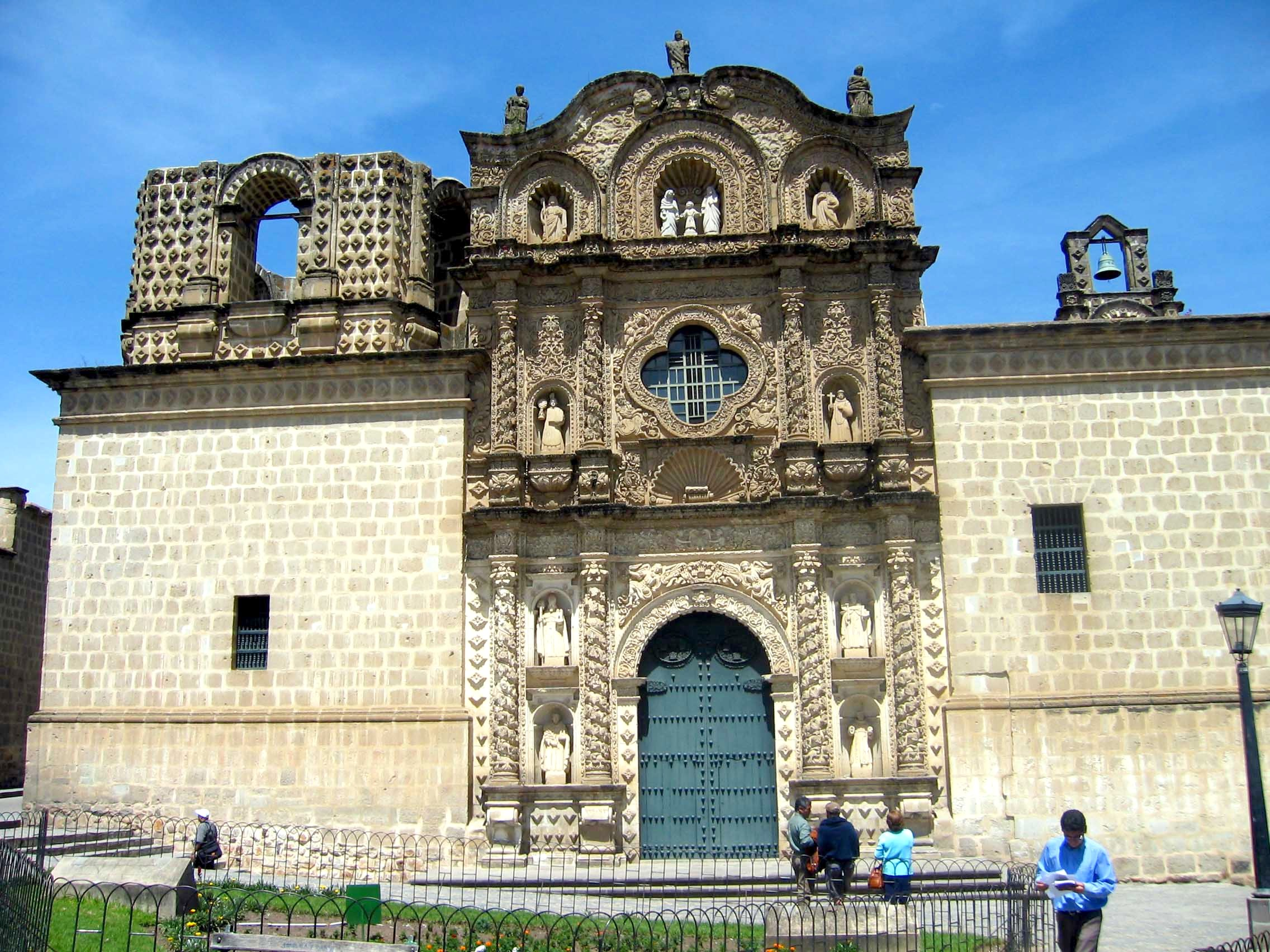
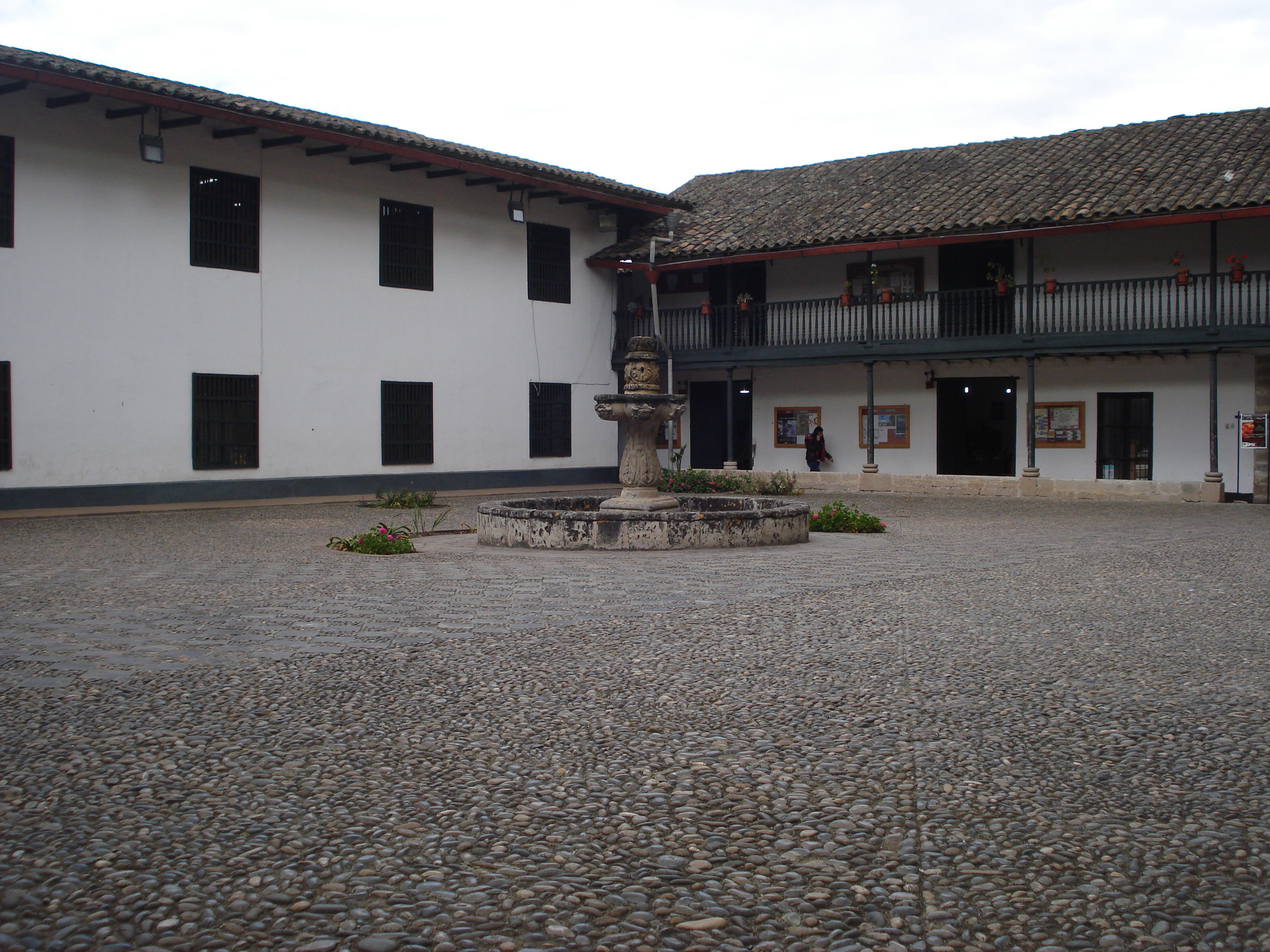